# Лунштедт
Лунштедт (нім. Luhnstedt) — громада в Німеччині, розташована в землі Шлезвіг-Гольштейн. Входить до складу району Рендсбург-Екернферде. Складова частина об'єднання громад Єфенштедт.
Площа — 15,33 км2. Населення становить 401 ос. (станом на 31 грудня 2020).